# HB9CV-Antenne

Aufbau einer HB9CV-Antenne

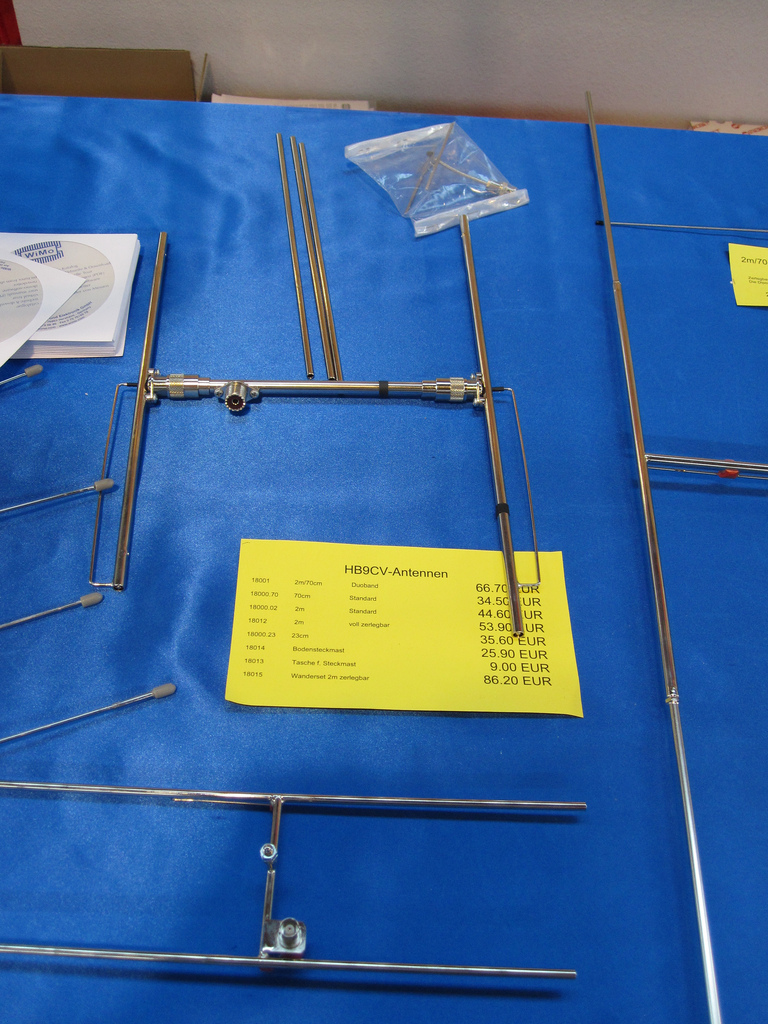
HB9CV-Antennen

Die HB9CV-Antenne oder auch Schweizer Antenne ist eine vollgespeiste Antenne mit zwei Elementen in Form von zwei ungleich langen Dipolen. Sie wurde vom Funkamateur Rudolf Baumgartner (Rufzeichen HB9CV) in den 1950er-Jahren entwickelt und beschrieben. Die Antenne fand Eingang in Rothammels Antennenbuch. Einsatzgebiet ist vor allem der Ultrakurzwellenbereich, speziell bei tragbaren Peilgeräten. Die Antenne wird auch gern in der Zoologie zur Funkpeilung von mit Peilsendern versehenen Wildtieren verwendet.
Durch die ungleichen Längen der beiden Dipole erzielt man eine ausgeprägte Richtwirkung. Bei der Anordnung wie im nebenstehenden Bild wird der größte Teil der Sendeenergie nach oben abgestrahlt. Aus dieser Richtung erfolgt auch der beste Empfang.
Die Antenne besteht aus drei elektrisch verbundenen Metallstäben in Form eines liegenden „H“ wie in nebenstehender Abbildung dargestellt. Der obere Metallstab ist gegenüber dem unteren Metallstab mit der Länge λ/2 um den Faktor 0,92 verkürzt, wobei λ die Wellenlänge ist. Zwischen dem oberen, kürzeren Metallstab, welcher als Dipol fungiert, und dem unteren, längeren Metallstab, welcher als Reflektor dient, befindet sich eine vom Mittelstab isolierte Verbindungsleitung (schwarze, treppenförmige Linie) mit Anschlusspunkten im Abstand λ/16 von der zentrischen Achse.
Die Speisung erfolgt über ein Koaxialkabel, dessen Innenleiter am Punkt „1“ und der Außenleiter am Punkt „2“ angeschlossen wird. Zum Abgleich der Ankopplung dient ein Trimmkondensator, welcher so eingestellt wird, dass das Stehwellenverhältnis unter 1,2 liegt.
Die ursprüngliche Form der symmetrischen Speisung wird heute nur noch selten verwendet, weil als Verbindungskabel heute üblicherweise Koaxialkabel verwendet werden.
Der Antennengewinn dieser Antennenbauform liegt im Bereich von 4,1 dBd bis 4,2 dBd und ist höher als der aller anderen Antennen aus nur zwei Elementen. Das Verhältnis von Antennengewinn zu Materialaufwand und Platzbedarf ist ebenfalls günstig, nachteilig ist lediglich die etwas aufwendigere Einspeisung in beide Elemente. Entsprechend dimensionierte Yagi-Uda-Antennen können mit mehr als 3 Elementen und entsprechend höherem Aufwand einen höheren Antennengewinn als eine einzelne HB9CV-Antenne erreichen.